# A-wing
Kuat RZ-1 A-wing Interceptor são caças estelares da franquia Star Wars. Projetados e fabricados pelos sistemas de engenharia Kuat , eles são descritos como interceptadores rápidos, mas frágeis, da Aliança Rebelde, concebidos para ataques cirúrgicos de alta velocidade, reconhecimento profundo e serviço de caça de escolta.
Os A-wings aparecem pela primeira vez em Retorno de  Jedi (1983) e mais tarde em inúmeros materiais e produções de Star Wars. Ele ganhou popularidade por ser representado em vários videogames e, desde 1985, o ala A tem sido comercializado por várias empresas. Eles são as embarcações mais rápidas do cânone de Star Wars, com a vantagem de serem as menores embarcações equipadas com propulsão para o hiperespaço sem depender de um porta-aviões, permitindo que a embarcação se desvencilhe de uma batalha perdida ou escape de um território hostil após realizar um ataque.

## Aparências
RZ-1 A-wings do Esquadrão Verde participam da batalha climática de Endor retratada em Return of the Jedi (1983). Em Endor, uma asa A pilotada por Arvel Crynyd ( Hilton McRae )  colide com a ponte do Super Star Destroyer Executor, resultando no Executor caindo fora de controle na segunda Estrela da Morte . Além de McRae, duas mulheres gravaram imagens da cabine de comando da asa A; um dos atores foi cortado e o outro foi dublado por um ator do sexo masculino.
Posteriormente, os A-wings aparecem em vários programas de televisão, livros e jogos do Universo Espandido Star Wars. Material posterior, como a série de televisão Star Wars Rebels, retrata os caças em uso antes dos eventos de Star Wars .
Os ala A do Esquadrão Phoenix desempenham um papel importante na segunda temporada ' rebels (2015-2016). Os produtores de rebeldes usaram a asa A em parte porque a nava não foi muito usada em Retorno dos Jedi A presença do lutador no cartoon tinha o objetivo de mostrar que diferentes grupos usavam naves diferentes para lutar contra o Império.
Uma variante posterior, o RZ-2 A-wing, aparece em Star Wars Battlefront II e em Star Wars: Os Ultimos Jedi . É uma espaçonave maior usada pela Resistência contra a Primeira Ordem.[carece de fontes?]

## Representação
De acordo com o cânone de Star Wars, a asa A foi produzida pela primeira vez pelos sistemas de engenharia Kuat , que construiu o caça estelar Delta-7 para a Ordem Jedi . Com os Jedi erradicados (como descrito em Star Wars: Episódio III - A Vingança dos Sith ) e o Delta-7 quase impossível para que um não Jedi pilote, Kuat projetou um novo caça estelar, o R-22 A-wing, na esperança de que O Império Galáctico iria comprá-lo. Embora impressionado com os protótipos do R-22, o Empire optou pelo caça TIE e proibiu Kuat de produzir em massa o A-wing. Os protótipos foram vendidos para o reino de Tammuz-an, que mais de uma década depois foram vendidos para a Aliança Rebelde.
Os engenheiros rebeldes fizeram muitas alterações no projeto original do R-22 para produzir o modelo RZ-1 como visto em O Retorno do Jedi . Os motores originais foram trocados por outros mais potentes, enquanto outros componentes principais foram substituídos por versões leves para que um hiperdrive supraluminal pudesse ser adicionado. O caça resultante é mais rápido do que até mesmo o interceptor TIE do Império e perfeito para ataques bater e correr, patrulhas de longo alcance e missões de reconhecimento. Seus dois canhões de laser, montados em suportes giratórios especiais, podem elevar ou abaixar 60 ° verticalmente; alguns foram modificados para rotação completa de 360 °, mas estes tinham uma chance maior de emperrar. No entanto, os engenheiros não conseguiram equipar a asa A com um droide astromecânico, o que limitou a quantidade de coordenadas do hiperespaço que ele poderia carregar. A falta de assistência de um andróide também torna um desafio, mesmo para um ser com reflexos de Jedi, controlar um lutador tão rápido e manobrável. Conseqüentemente, apenas os melhores pilotos Rebeldes têm permissão para voar na asa-A.
Depois que o Império foi derrotado, o material de fundo explica como os sistemas de engenharia Kuat  fez uma série de melhorias no projeto para criar o RZ-2 A-wing para a Frota de Defesa da Nova República. Ainda mais rápido que o original, o RZ-2 requer menos manutenção do que o RZ-1, e os suportes giratórios que permitem que seus canhões de laser girem 360 ° não correm mais o risco de emperramento. Graças à campanha de desarmamento da Nova República, os RZ-2s encontraram seu caminho para a Resistência, que, como a Rebelião antes, permite que apenas os melhores pilotos voem no ala-A.